# Miruts Yifter

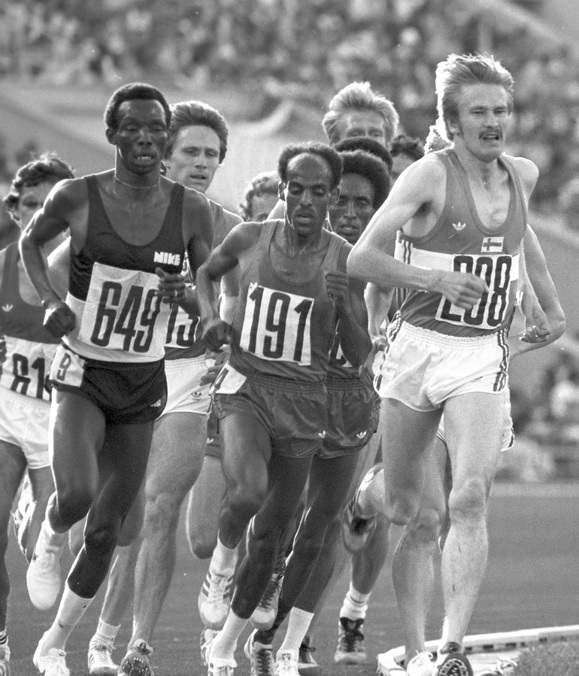
Suleiman Nyambui (649), Miruts Yifter (191), Kaarlo Maaninka (208)

Miruts Yifter (även Muruse Yefter), född 15 maj 1944 (troligt datum) i Adigrat i provinsen Tigray, död 22 december 2016 i Toronto i Kanada, var en etiopisk före detta friidrottare, med specialinriktning på långdistanslöpning med Yifter the Shifter som smeknamn.
Yifter arbetade tidigt i olika fabriker och som hästkusk, men hans talang för löpning upptäcktes först då han gjorde sin värnplikt i det etiopiska luftvapnet.

## Olympisk karriär
Under OS i München 1972 tog Yifter brons på 10 000 meter. Han var även anmäld på 5 000 meter, men kom för sent till starten och blev därför utan resultat.
Fyra år senare, under OS 1976 i Montréal deltog inte Yifter, eftersom de afrikanska länderna bojkottade spelen.
Under OS i Moskva 1980 gjorde Yifter stor succé. Först vann han 10 000 meter efter en fantastisk spurt. 300 meter från mål sprang han ifrån resten av startfältet och vann med 1,6 sekunder före finländske Kaarlo Maaninka. Fem dagar senare kammade Yifter även hem guldmedaljen på halva distansen, 0,6 sekunder före Suleiman Nyambui från Tanzania.
Yifter framstod under Moskvaolympiaden som en mystisk person, inte minst beträffande hans ålder. På en direkt fråga om hur gammal han var, svarade Yifter: "Människor kan stjäla mina kycklingar. Människor kan stjäla mina får. Men ingen människa kan stjäla min ålder". Det blev aldrig helt klarlagt huruvida Yifter var 36 eller 42 år när han tog hem sin dubbel i Moskva. Han var dock förmodligen född 1944.

## Vidare karriär
Yifter fortsatte sin internationella löparkarriär i några år till, men nådde aldrig lika stora framgångar. Han deltog bland annat i terräng-VM både 1981, 1982 och 1983 med placeringarna 15:e, 16:e respektive 67:e.

## Personliga rekord
- 5000 meter: 13.13,82 (Düsseldorf, 1977)
- 10 000 meter: 27.40,92 (München, 1972)